# Варяж Місто (гміна)
Ґміна Варяж Місто — колишня (1934–1939 рр.) сільська ґміна Сокальського повіту Львівського воєводства Польської республіки. Центром ґміни було Варяж Місто.
Ґміну Варяж Місто було утворено 1 серпня 1934 р. у межах адміністративної реформи в ІІ Речі Посполитій із дотогочасних сільських ґмін: Довжнів, Городище Варязьке, Гільче, Костяшин, Лещків, Ліски, Лівче, Лубів, Переводів, Русин, Сулимів, Варяж Місто, Варяж Село, Винники, Жнятин.
27 вересня 1939 р. відповідно до Пакту Молотова — Ріббентропа територія ґміни була зайнята радянськими військами, але Договором про дружбу та кордон між СРСР та Німеччиною Сталін обміняв Закерзоння на Литву і до 12 жовтня радянські війська відійшли за Буг і Солокію та передали територію ґміни німцям (включена до Дистрикту Люблін Генеральної губернії, в 1944 р. віддана Польщі).